# Episodi di In aller Freundschaft (prima stagione)
La prima stagione della serie televisiva In aller Freundschaft è stata trasmessa in anteprima in Germania da Das Erste tra il 26 ottobre 1998 e il 9 agosto 1999.
| nº | Titolo originale               | Prima TV Germania |
| -- | ------------------------------ | ----------------- |
| 1  | In Leipzig                     | 26 ottobre 1998   |
| 2  | Sorgenkinder                   | 2 novembre 1998   |
| 3  | Schadensbegrenzung             | 9 novembre 1998   |
| 4  | Die schreckliche Wahrheit      | 16 novembre 1998  |
| 5  | Einer für alle, alle für einen | 23 novembre 1998  |
| 6  | Gewichtige Probleme            | 30 novembre 1998  |
| 7  | Abschiedsschmerz               | 7 dicembre 1998   |
| 8  | Kindersorgen                   | 14 dicembre 1998  |
| 9  | Beziehungskisten               | 4 gennaio 1999    |
| 10 | Die Erpressung                 | 11 gennaio 1999   |
| 11 | Entscheidung aus Liebe         | 18 gennaio 1999   |
| 12 | Rivalen                        | 25 gennaio 1999   |
| 13 | Kinderwünsche                  | 1º febbraio 1999  |
| 14 | Liebe in Gefahr                | 22 febbraio 1999  |
| 15 | Hoffnungen                     | 1º marzo 1999     |
| 16 | Schmetterlinge im Bauch        | 8 marzo 1999      |
| 17 | Der Fremde in meinem Haus      | 15 marzo 1999     |
| 18 | Stunden der Entscheidung       | 22 marzo 1999     |
| 19 | Abschied                       | 29 marzo 1999     |
| 20 | Sucht                          | 12 aprile 1999    |
| 21 | Schwesternliebe                | 19 aprile 1999    |
| 22 | Der Neue                       | 26 aprile 1999    |
| 23 | Trügerische Hoffnung           | 3 maggio 1999     |
| 24 | Bittere Entscheidung           | 10 maggio 1999    |
| 25 | Prüfungsängste                 | 17 maggio 1999    |
| 26 | Angst                          | 31 maggio 1999    |
| 27 | Alpträume                      | 7 giugno 1999     |
| 28 | Irrungen und Wirrungen         | 14 giugno 1999    |
| 29 | Schatten der Vergangenheit     | 21 giugno 1999    |
| 30 | Wundersame Heilung             | 28 giugno 1999    |
| 31 | Ein Herz und eine Seele        | 5 luglio 1999     |
| 32 | In letzter Minute              | 12 luglio 1999    |
| 33 | Alle Menschen sind gleich      | 19 luglio 1999    |
| 34 | Schwere Vorwürfe               | 26 luglio 1999    |
| 35 | Liebschaften                   | 2 agosto 1999     |
| 36 | Neubeginn                      | 9 agosto 1999     |